# Chiton nigrovirescens
Chiton nigrovirescens är en blötdjursart som beskrevs av de Blainville 1825. Chiton nigrovirescens ingår i släktet Chiton och familjen Chitonidae. Inga underarter finns listade i Catalogue of Life.